# 鈴木留蔵
鈴木 留蔵（すずき とめぞう、1910年 - 2009年1月26日）は、日本のクリスチャン実業家。基督聖協団名誉顧問・同理事、日本国際ギデオン協会全国会長、日本CBMC（基督者実業人会）名誉会長、日本福音学校理事長、国際福音神学校理事長、朝餐会全国連合会長など、数多くの要職を歴任した。

## 生涯
1910年、山形県に生まれる。1939年、横須賀海軍施設部に勤務していた時に、クリスチャンの女性と結婚する。1940年5月、海軍の技術軍属として出征。海軍第573部隊に所属し、マーシャル諸島のウォッチ島に赴任する。1941年7月、急性盲腸炎で倒れるが10日で退院し、一時帰国の後、再び南方に赴任した。1942年に高等文官試験に合格。1943年に横須賀に帰港した。一か月後に宮城県松島航空隊施設部の海軍主計大尉中隊長として赴任。女川防備隊の分遣隊長として出向した。1949年4月5日、森五郎が北海道を巡回した時に女川の石浜海岸で洗礼を受ける。実業家として習志野市で丸留建設株式会社を創設し経営しながら、基督聖協団信徒会長、アジアキリスト実業人会会長、世界基督教信徒連盟日本会長などを歴任。1968年9月に国際ギデオン協会に入会した。1970年に千葉支部が創設されると、初代支部長に就任する。以降日本全国の支部創設に尽力するなど、指導者として働いた。
1977年7月29日、鈴木が国際ギデオン協会の全国会長であった時、福田赳夫総理大臣に聖書を贈呈した。1971年には大平正芳総理大臣に、1981年には鈴木善幸総理大臣に、1988年には宇野宗佑外務大臣に、1986年には中曽根康弘総理大臣にそれぞれ贈呈を行った。
1991年日本福音振興会より、福音宣教への功績が認められ、第1回日本福音功労賞の表彰を受けた。森山諭、小島伊助らも同時に表彰を受けた。
1996年台湾の神学校から名誉神学博士号を授与される。1998年9月23日に妻が死去する。2002年社会文化功労賞を受賞。財団国際学士院よりフェロー終身特別会員を授与される。

## 著書
- 『キリストを土台として』いのちのことば社
- 『そのなすところみな栄える』いのちのことば社
- 『私は乏しいことがありません』いのちのことば社、2000年